# Список персонажів «That Time I Got Reincarnated as a Slime»
Нижче наведено список персонажів, груп і локацій з творів «That Time I Got Reincarnated as a Slime».

## Світ
Основне місце дії де розгортається вся серія — це фантастичний світ, що складається з трьох континентів: Магічного континенту, Крижаного континенту та Ельдорадо. Більшість континентів контролюються Октаграмою. Магічний континент є найбільшим з трьох і його регіони належать Володарям Демонів Рімуру Темпесту, Люмінус Валентайн, Даґруелю та Мілім Наві. Більша частина серії відбувається на цьому континенті. Крижаний континент є володінням Володаря Демонів Ґая Крімсона, а Ельдорадо — володінням Володаря Демонів Леона Кромвеля. Континенти оточені океаном наповненим морськими чудовиськами, що робить плавання через нього надто небезпечним.

## Головні персонажі
Рімуру Темпест (яп. リムル・テンペスト, Rimuru Tenpesuto)
Сейю: Miho Okasaki (Рімуру), Takuma Terashima (Сатору)
Історія Рімуру Темпеста починається в Японії, де він був людиною на ім'я Сатору Мікамі. Одного дня, під час зустрічі з колегою з роботи, його вбиває злочинець. Однак він перероджується у фантастичному світі під назвою Центральний Світ як слизовий монстр з унікальними здібностями, на відміну від більшості інших світових істот, які були принесені в Центральний Світ. Він безстатевий, вважається як чоловіком, так і жінкою. Як слиз, Рімуру спочатку намагається вижити в цьому новому світі, але незабаром виявляє, що має здатність поглинати та імітувати здібності будь-якої істоти, яку він поглинає, згодом набуваючи андрогінної людської форми, яка нагадує молодшу версію Шізуе Ізави. Це дозволяє йому набувати нових навичок і ставати сильнішим. Рімуру зрештою зустрічає та дружить з різними расами монстрів, швидко здобуваючи репутацію могутнього та доброзичливого лідера, який прагне побудувати мирне суспільство для всіх рас. Потім він засновує націю під назвою Федерація Джура Темпест і стає її правителем, пропагуючи рівність і справедливість серед усіх її мешканців. Він також укладає союзи з іншими могутніми істотами, включаючи Володаря Демонів Мілім Наву, «Руйнівницю», та Штормового Дракона Вельдору Темпеста. Протягом своєї подорожі Рімуру дізнається про політику, конфлікти фантастичного світу та стає шанованим лідером, відомим своєю мудрістю, добротою, високим інтелектом і стратегічним мисленням. Незважаючи на численні випробування та ворогів, Рімуру залишається рішучим захистити своїх друзів і союзників, досягаючи своїх цілей. Зрештою він еволюціонує в Володаря Демонів і стає членом Октаграми після перемоги над шахраєм Володарем Демонів Клейманом. Він володіє центральним регіоном Магічного континенту.
Велика Мудрість (яп. 大賢者, Dai-kenja) / Рафаель (яп. 智慧之王, Rafaeru)
Сейю: Тойоґуті Меґумі
Велика Мудрість є однією з найпотужніших здібностей Рімуру Темпеста в серіалі. Це «Унікальна Навичка», що означає, що це унікальна здатність, яку Рімуру отримав, коли вперше переродився як слиз. Велика Мудрість — це тип штучного інтелекту, який існує в розумі Рімуру, і він служить його особистим радником і помічником. Всякий раз, коли Рімуру стикається з проблемою або потребує інформації, Велика Мудрість здатна проаналізувати ситуацію та надати пропозиції та рішення. Вона має великі знання та досвід у різних галузях, включаючи науку, магію, історію тощо. Вона також має здатність спілкуватися з Рімуру через телепатію, що робить її цінним інструментом для нього. Ця функція стала можливою завдяки розділенню голосу з «Слів Світу», також відомого як «Голос Світу», після переродження Рімуру, щоб допомогти йому. Інтелект і аналітичні здібності Великої Мудрості майже не мають собі рівних, і вона здатна виконувати складні обчислення та моделювання за секунди. Вона також має велику базу даних інформації, до якої вона може отримати доступ у будь-який час, щоб надати Рімуру необхідні відповіді. Крім того, Велика Мудрість має широкий спектр інших здібностей, таких як здатність керувати навичками та здібностями Рімуру, передбачати майбутні події та надавати пропозиції щодо стратегічного планування. Після того, як Рімуру став Володарем Демонів, Велика Мудрість еволюціонує в Рафаеля.
Вельдора Темпест (яп. ヴェルドラ, Berudora)
Сейю: Томоакі Маено
Один із чотирьох оригінальних Істинних Драконів, «Штормовий Дракон», Вельдора — могутній дракон, класифікований як загроза «рівня катастрофи», який був заточений «Героєм» у печері на 300 років. Коли Вельдора зустрічає Рімуру, він був вражений інтелектом і впевненістю Рімуру, особливо тим, що він був слизом, одним із найнижчих, якщо не найнижчим із рас монстрів, тоді вони уклали міцний зв'язок, давши один одному імена. Потім Вельдора навчає його про світ і допомагає йому покращити свої навички та здібності. Натомість Рімуру допоміг Вельдорі, надавши йому товариство та звільнивши його з «Нескінченної В'язниці», поглинувши його. Незабаром його звільняють і дають людське тіло. Він також погодився служити прикриттям для розгрому армії Фалмута. Протягом серіалу Рімуру та Вельдора працюють разом, щоб досягти своїх цілей і захистити своїх друзів. Вельдора також надає Рімуру цінні поради та допомогу, використовуючи свою величезну силу, щоб допомогти йому в битвах проти могутніх ворогів. Їхні стосунки є свідченням сили дружби та вірності, і їхній зв'язок залишається міцним, навіть коли вони розлучені на тривалий час. Загалом, стосунки Рімуру та Вельдори є однією з головних родзинок серіалу. Також виявляється, що він є дядьком Володаря Демонів Мілім Нави. Пізніше він переїжджає в Підземелля, де служить його господарем.

## Великий Ліс Джура
Великий ліс розташований у центрі Центрального континенту. Тут розташована Федерація Джура Темпест, а в ній — місто Рімуру. Ця територія контролюється Рімуру Темпестом.

### Гобліни/Хобгобліни
Гобта (яп. ゴブタ, Gobuta)
Сейю: Асуна Томарі
Гобта — маленький хобгоблін, який служить Рімуру як лідер гоблінів-вершників. Незважаючи на те, що він виглядає молодшим, меншим і дурнішим за інших хобгоблінів, він несподівано має велику майстерність у володінні мечем, достатню щоб перемогти великого монстра. Хакуро зазначив, що Гобта має талант, який варто розвивати. Він стає комічним персонажем, але тим не менш компетентним бійцем, не лише як мечник, але й як користувач магії.
Ріґурд (яп. リグルド, Rigurudo)
Сейю: Канехіра Ямамото
Ріґурд — заступник лідера гоблінів у Темпесті. Ріґурд схильний бути комічним персонажем через свою відданість Рімуру, яка змушує його часом поводитися безглуздо. Разом з еволюцією Рімуру він еволюціонує до статусу Короля Гоблінів і стає свого роду дипломатом, а також лідером міста Рімуру, поки Рімуру відсутній.
Гобзо (яп. ゴブゾウ, Gobuzō)
Сейю: Гакуто Кадзівара
Гобзо — відчужений і стриманий маленький гоблін, трохи вищий за Гобту. Він один із гоблінів-вершників, навчених Хакуро, який таємно закоханий у Шіон. Він стає мішенню провокацій Кірари, коли її група прибуває в Темпест, щоб розпалити війну, і жертвує собою, щоб захистити Шуну від Шьоґо. Після вознесіння Рімуру до Істинного Володаря Демонів він відроджується як Смертоносний Оні та стає частиною військ Шіон як відроджений з мертвих, Йомігаері.
Ріґур (яп. リグル, Riguru)
Сейю: Харукі Ішія
Ріґур — син Ріґурда. Рімуру дав Ріґуру ім'я, яке раніше було дано його старшому брату, щоб вшанувати його пам'ять. Ріґур очолює мисливську групу для забезпечення села м'ясом.
Харуна (яп. ハルナ, Haruna)
Сейю: Дзюрі Кімура
Харуна — молода і добре обдарована гобліна і одна з покоївок Рімуру.
Гобва (яп. ゴブア, Gobua)
Сейю: Анна Нагасе
Гобва — колишній гоблін, який еволюціонував в огра через еволюцію Бенімару, і служить правою рукою Бенімару.

### Огри/Кіджини/Оні/Злі Оні
Бенімару (яп. 紅丸)
Сейю: Макото Фурукава
Принц огрів чиє село було знищено орками. Очолюючи шістьох огрів, що вижили, для помсти, він натрапляє на Рімуру і нападає на нього, помилково вважаючи його тим, хто спровокував різанину. Зрозумівши правду, він укладає тимчасовий союз з Рімуру до перемоги над Володарем Орків. Після поразки Володаря Орків він та інші огри назавжди присягають на вірність Рімуру і отримують імена; що призводить до їхньої еволюції в Кіджинів, рідкісний тип огрів з більш людиноподібною зовнішністю. Пізніше, після присяги на вічну вірність Рімуру, йому було присвоєно титул «Генерал Самураїв». Він стає надзвичайно могутнім після того, як Рімуру стає Володарем Демонів, що призводить до його еволюції в Оні. Він закоханий в Альбіс, але також заручений з Моміджі.
Шіон (яп. 紫苑)
Сейю: Мао Ічімічі
Шіон — добре обдарована жінка-огр, яка також жахливо готує. Одна з шести огрів, що вижили в селі огрів. Вона стає (самопроголошеним) секретарем і охоронцем Рімуру після еволюції в Кіджина. Вона любить обіймати і носити Рімуру, коли він у своїй справжній формі і суперничає з Шуною за увагу Рімуру. Вона чудовий боєць, але часто говорить недоречно, комічно змушуючи Рімуру вживати заходів, щоб зберегти обличчя. Після поразки Володаря Орків їй було присвоєно простий титул «Воїн». Її сила значно зростає після еволюції в Злого Оні, навіть після того як Рімуру воскрешає її з мертвих після своєї еволюції в Володаря Демонів, до такої міри що Володар Демонів Клейман не міг з нею зрівнятися.
Хакуро (яп. 白老, Hakurō)
Сейю: Хочу Цука
Хакуро — старий огр, майстерний у володінні мечем; як і Ріґурд, він відновлює молодість після того, як йому дають ім'я і він еволюціонує в Кіджина. Йому присвоюють титул «Інструктор», і він навчає мистецтву володіння мечем Рімуру, Гобуту та інших дітей-хобгоблінів, а також інших монстрів. Він також був учителем короля Дваргону; їхня зустріч відбулася за 300 років до прибуття Рімуру. Після вознесіння Рімуру до Володаря Демонів він також еволюціонує в Оні і стає надзвичайно могутнім, а його швидкість стає неперевершеною для більшості людей. Він також чоловік Каеде та батько Моміджі.
Соей (яп. 蒼影, Sōei)
Сейю: Такуя Егучі
Соей — огр чоловічої статі. Він друг Бенімару. Один із шести огрів, що вижили в селі огрів. Разом з іншими він еволюціонує в Кіджина після того, як йому дають ім'я. Його здібності нагадують здібності ніндзя, і він служить розвідником, шпигуном і посланцем Рімуру. Після перемоги над Володарем Орків Рімуру присвоїв йому титул «Шпигун». Після того, як він еволюціонує в Оні, його навички стають ще сильнішими після того, як Рімуру стає Володарем Демонів.
Шуна (яп. 朱菜)
Сейю: Саяка Сенбонгі
Шуна — принцеса огрів і сестра Бенімару. Одна з шести огрів, що вижили в селі огрів. Вона добре вміє шити одяг і навчає своїх навичок гоблінів після еволюції в Кіджина. Пізніше Рімуру присвоїв їй титул «Свята Принцеса». Вона зазвичай змагається з Шіон за увагу Рімуру, оскільки їй також подобається обіймати і носити Рімуру, коли він у формі слизу. Незважаючи на свою традиційну роль цілительки та жриці, яка залишається в Темпесті, вона є досвідченим користувачем магії, здатним навіть використовувати святу магію як монстр. Після того як вона еволюціонує в Оні, її магічні здібності стають ще сильнішими після того як Рімуру еволюціонує в Володаря Демонів.
Куробе (яп. 黒兵衛, Kurobē)
Сейю: Дзюнічі Янагіта
Куробе — великий огр чоловічої статі, якому Рімуру присвоїв титул «Коваль», і він працює як такий. Він найменш згадуваний зі своїх супутників, з'являючись лише у спін-офф манзі; він навіть відсутній у першій аніме-заставці. Він і Кайджин складають більшу частину виробництва інструментів і зброї Темпеста. Коли він насправді б'ється, він використовує гігантський молот. Після того, як Рімуру еволюціонує в Володаря Демонів, він стає чудовим майстром.

### Людо-ящури/Драконіти
Ґабіл (яп. ガビル, Gabiru)
Сейю: Дзюн Фукусіма
Ґабіл — син вождя людо-ящурів. Він зарозумілий і завжди дивиться на інших зверхньо. Він підбурюється Лапласом до самостійної боротьби з Володарем Орків скинувши свого батька, але усвідомлює свою дурість, коли справді вступає в бій. Його рятує втручання Рімуру. За свої дії він вигнаний батьком і згодом вирішує служити Рімуру, щоб спокутувати свої гріхи, але не раніше, ніж йому довіряють Спис Вихору його батька. Його ім'я перезаписане Рімуру, що призводить до його еволюції в Дракона з крилами. Він стає хорошим другом Вести, який працює в лабораторії в запечатаній печері, яку Ґабіл і його люди використовують для вирощування магічних трав.
Сока (яп. ソーカ, Sōka)
Сейю: Румі Кубо
Сока — сестра Ґабіла. Вона була колишнім лідером охорони вождя людо-ящурів. Після формування союзу лісу Джура з Рімуру її батько Абіл посилає її служити Рімуру, щоб отримати досвід. Вона еволюціонує в Дракона з крилами з більш людиноподібною зовнішністю після того, як Рімуру дав їй ім'я; це сталося через її закоханість у Соея та бажання бути йому корисною. Згодом вона та її товариші приєднуються до Соея як шпигунський корпус.
Абіл (яп. アビル, Abiru)
Сейю: Томоюкі Шімура
Абіл — вождь людо-ящурів. Коли він отримує звістку про наближення Катастрофи Орків, він не знає як захистити своє плем'я, поки Рімуру не пропонує допомогу. Він вирішує прийняти допомогу Рімуру і хотів стояти осторонь, замість того, щоб битися з Володарем Орків, до державного перевороту, здійсненого його власним сином. Пізніше його звільняють і рятують. Він виганяє свого сина, щоб той пішов і служив Рімуру. Він також посилає свою дочку служити Рімуру на певний термін, щоб вона могла отримати досвід.

### Гноми
Кайджин (яп. カイジン)
Сейю: Ацуші Оно
Кайджин — гном-коваль, відомий своїми виробами. Він родом зі столиці гномів Дваргону і служив королю; поки його не змусили взяти на себе відповідальність за невдалий експеримент Вести. Після того, як він напав на міністра Весту за образу Рімуру, його та його друзів вигнали з гномського королівства, і Рімуру прийняв їх до свого села. Він все ще високо цінує короля Дваргону.
Ґарм (яп. ガルム, Garumu)
Сейю: Коічі Сома
Найстарший з братів-гномів, який спеціалізується на виготовленні обладунків.
Долд (яп. ドルド, Dorudo)
Сейю: Масаші Ногава
Другий за віком з братів-гномів, який спеціалізується на виготовленні ювелірних виробів.
Мірд (яп. ミルド, Mirudo)
Сейю: Рю Сугісакі
Наймолодший з братів-гномів, який спеціалізується на архітектурі. Він ніколи не розмовляє, а лише відповідає «мм-гм» на все; ця звичка дратує Рімуру, який часто ненадовго кричить, щоб Мірд заговорив.

### Дріади/Ляльки Дріади
Трейні (яп. トレイニー, Toreinī)
Сейю: Ріє Танака
Трейні — дріада. Вона та її родичі є охоронцями Великого Лісу Джура. Вона попередила Рімуру про прибуття Катастрофи Орків і попросила його перемогти їх. Пізніше вона укладає союз з Рімуру, щоб сформувати Федерацію Джура-Темпест; хоча вона обманює його, щоб він взяв на себе цю роботу. Раніше вона служила під керівництвом Королеви Фей, яка стала Володарем Демонів, Раміріс. Пізніше вона еволюціонує в Ляльку Дріаду з допомогою Рімуру.
Трая (яп. トライア, Toraia)
Сейю: Асумі Кана
Трая — також дріада і молодша сестра Трейні. Вона повідомляє Рімуру про прибуття армії орків. Пізніше вона служить Раміріс.
Доріс (яп. ドリス, Dorisu)
Сейю: Каорі Маеда
Дріада і молодша сестра Трейні і Траї, яка служить Раміріс разом зі своїми сестрами.

### Інші персонажі
Ранґа (яп. 嵐牙)
Сейю: Чікахіро Кобаяші
Ранґа — лютий вовк, який вперше зустрічає Рімуру під час набігу на село гоблінів. Хоча в наступній битві його батько, лідер зграї, гине, він, як наступний у черзі, вирішує служити Рімуру замість того, щоб мститися за батька, оскільки він усвідомлював, що смерть батька була його власною провиною; мається на увазі, що він був проти ідеї нападу на гоблінів. Після того, як Рімуру дав йому ім'я, він і його зграя еволюціонували в Штормових Вовків, а сам Ранґа еволюціонував далі як Штормовий Зоряний Вовк після використання своєї навички «Смертельний Шторм».
Діабло (яп. ディアヴロ, Diaburo)
Сейю: Сакурай Такахіро
Діабло — один із семи Первісних Демонів, відомий як «Нуар», і найсильніший підлеглий Рімуру. Будучи викликаним Рімуру під час вознесіння останнього до статусу Володаря Демонів, Діабло бажав служити йому, щоб побачити «істину світу», еволюціонуючи в Володаря Демонів. Абсолютно відданий своєму господареві, Діабло заснував Чорні Числа, організацію демонів, яких він суворо дисциплінував, яка стала найсильнішою бойовою силою Темпеста. Кілька років тому він зустрічав Шізу.
Веста (яп. ベスター, Besutā)
Сейю: Цуда Кендзіро
Веста був колишнім міністром Гномського Королівства. Після конфлікту з Рімуру його звільнили за нерозважливі дії. Після встановлення союзу з Федерацією Джура-Темпест король гномів подарував Весту Рімуру, сподіваючись, що той зможе допомогти Темпесту своїми знаннями.
Ґельд (яп. ゲルド, Gerudo)
Сейю: Кенджі Номура
Орк, який служив одним з охоронців Володаря Орків; а також його син. Хоча він любив свого колишнього господаря, він також розумів, скільки страждань переживав його господар, і тому не має образи на Рімуру за його перемогу, натомість хоче взяти на себе відповідальність за їхні спільні дії, оскільки знав, що Рімуру не винен у смерті його батька. Після поразки Володаря Орків Рімуру дає йому ім'я, і він еволюціонує у Високого Орк. Він призначений лордом інших Високих Орків у Темпесті та командувачем його армії. Незважаючи на свою грубу зовнішність, він добре ладнає з дітьми, як і його батько.
Ґард Мьольмайл (яп. ミョルマイル, Garudo Myorumairu)
Сейю: Ютака Аояма
Купець, раніше з Інгрессії. Він переїхав до Темпеста незабаром після вознесіння Рімуру до Володаря Демонів. Мьольмайл відповідає за фінанси та рекламу Темпеста.
Адальман (яп. アダルマン, Adaruman)
Сейю: Суґіта Томокадзу
Адальман — колишній святий чоловік із Західної Святої Церкви, який став неживим чаклуном, здатним керувати арміями нежиті та навіть драконами-нежиттю. Він був поневолений Клейманом, ставши його Вказівним Пальцем, перш ніж Шуна звільнила його і надихнула своїми здібностями святої магії. Таким чином, він приєднався до сторони Рімуру і проживає у Федерації Джура Темпест.
Кумара (яп. 九魔羅)
Сейю: Саюмі Сузусіро
Кумара — криптид, спочатку поневолений Клейманом, який служив членом його П'яти Пальців, і був звільнений від його прокляття Рімуру Темпестом і в результаті приєднався до Темпеста. Вона є єдиним підлеглим Рімуру який отримав загалом дев'ять імен, на відміну від Ранги, чиє єдине ім'я стало назвою всього його виду. Вона служить Охоронцем 90-го поверху Підземелля і членом Дванадцяти Лордів-Охоронців відповідно.
Беретта (яп. ベレッタ)
Сейю: Аяко Кавасумі
Беретта спочатку був Великим Демоном, викликаним для виконання контракту на проживання в Големі, створеному Рімуру, щоб бути охоронцем Раміріс протягом 100 років. Як тільки вони заволоділи Големом і їм дали ім'я, вони еволюціонували в Арх Ляльку. Хоча вони присягнулися Ґаю Крімсону служити лише Раміріс після погашення боргу перед Рімуру, вони все ще можуть служити Рімуру та еволюціонувати разом з ним, оскільки він є їхнім творцем.
Каору Йошіда (яп. 田薫 吉, Yoshida Kaoru)
Сейю: Цуйоші Кояма
Йошіда — істота з іншого світу, у якого було відоме кафе, де продавали різну випічку з іншого світу в Королівстві Інгрессія, але Рімуру переконав його переїхати до Федерації Джура Темпест.
Мезул (яп. メズール, Mezūru)
Сейю: Кьоухей Нацуме
Лідер Еквіноїдів і суперник Гозула. Вони обидва хотіли служити Рімуру, щоб перемогти один одного, але Рімуру зміг переконати їх працювати разом. Натомість вони присягають йому на вірність і стають спільними охоронцями 50-го поверху Підземелля.
Гозул (яп. ゴズール, Gozūru)
Сейю: Наоя Носака
Лідер Бовоїдів і суперник Мезула. Вони обидва хотіли служити Рімуру, щоб перемогти один одного, але Рімуру зміг переконати їх працювати разом. Натомість вони присягають йому на вірність і стають спільними охоронцями 50-го поверху Підземелля.
Даґґра (яп. ダグラ, Dagura)
Сейю: Рюухо Нагаока
Найстарший із синів Даґруеля. Він і його брати послані батьком до Темпеста, щоб тренуватися з Рімуру через безлад, який вони влаштували на батьківщині. Після того, як Шіон перемагає його та його братів, вони закохуються в неї.
Ліура (яп. リューラ, Ryūra)
Сейю: Юґа Сатоу
Другий за віком із синів Даґруеля. Він і його брати послані батьком до Темпеста, щоб тренуватися з Рімуру через безлад, який вони влаштували на батьківщині. Після того, як Шіон перемагає його та його братів, вони закохуються в неї.
Чонкра (яп. デブラ, Debura)
Сейю: Юхеі Хамада
Наймолодший із синів Даґруеля. Він і його брати послані батьком до Темпеста, щоб тренуватися з Рімуру через безлад, який вони влаштували на батьківщині. Після того, як Шіон перемагає його та його братів, вони закохуються в неї.
Моміджі (яп. 紅葉)
Сейю: Мо Кахара
Моміджі — представниця племені Тенґу з Гір і дитина Хакуро та Каеде. Мати доручила її Хакуро з надією, що вона прогресує у своїх тренуваннях і покращить свої навички, але, перш за все, щоб налагодити зв'язок зі своїм батьком. Вона також заручена з Бенімару і пізніше переїжджає до Темпеста.

## Королівство Дваргон
Дім гномів. Воно розташоване на північ від Лісу Джура всередині печери в горах Канаат. Незабаром ця територія стала частиною території Рімуру.
Газель Дварго (яп. ガゼル・ドワルゴ, Gazeru Dowarugo)
Сейю: Такая Хаші
Король гномського королівства Дваргон і старий друг Кайджина. Відомий як Героїчний Король, він могутній, мудрий і справедливий. Він могутній воїн, що спеціалізується на володінні мечем, і колись навчався у Хакуро. Він налагоджує дружбу та політичний союз з Рімуру та його нацією Темпест, усвідомивши їхню цінність.
Долф (яп. ドルフ, Dorufu)
Сейю: Хісао Егава
Долф — розважливий капітан Лицарів Пегаса і близький соратник Газеля Дварго. Він проводить більшу частину свого часу на публіці, виконуючи роль державного службовця.
Кайдо (яп. カイドウ, Kaidō)
Сейю: Сьото Кашії
Кайдо — капітан гномської гвардії в Дваргоні та молодший брат Кайджина. Він швидко подружився з Рімуру після того, як останній надав свої високоефективні цілющі зілля, щоб врятувати групу Ґарма. Коли Рімуру та його друзі перебувають у Дваргоні, вони, як правило, проводять час в ельфійському борделі.
Генрієтта (яп. アンリエッタ, Anrietta)
Сейю: Мадока Асахіна
Лідер Темного Міністерства Дваргону, відома під своїм титулом «Голова Нічних Асасинів». Вона служить таємною тінню Дварго і є членом його внутрішнього кола чиновників. Дварго одного разу послав її стежити за Рімуру.
Джейн (яп. ジェーン, Jēn)
Сейю: TBA
Архі-чарівник Королівського Двору Дваргону та близький радник. Вона підтримувала Дваргон з моменту його заснування своїми магічними знаннями та досвідом.

## Королівство Блюмунд
Людська нація, яка межує з Королівством Фалмут і Федерацією Джура Темпест. Воно контролюється Друмом Блюмундом. Незабаром королівство стало частиною території Рімуру.
Фьюз (яп. フューズ, Fyūzu)
Сейю: Наріта Кен
Гільдмайстер Вільної Гільдії в меншій східній нації Королівства Блюмунд. Він часто шокований до такої міри, що буквально втрачає колір, коли щось відбувається в Темпесті.
Вельярд (яп. ベルヤード, Beruyādo)
Сейю: Ітару Ямамото
Вельярд — один із міністрів Блюмунда, який зазвичай призначає місії Фьюзу.
Казак (яп. カザック, Kazakku)
Сейю: Йодзі Уеда
Корумпований віконт, раніше з Королівства Блюмунд, який керує злочинною організацією під назвою Ортрус. Він одного разу прийшов до місця Ґарда, щоб отримати більше рабів для своєї операції з торгівлі напівлюдьми, і коли він розглядає можливість забрати Рімуру, Ґард розриває з ним зв'язки, змушуючи його присягнутися помститися. Пізніше виявляється, що його заарештували після того, як його операцію зупинив Масаюкі.
Друм Блюмунд (яп. ドラム・ブルムンド, Doramu Burumundo)
Сейю: Такехіро Хасу
Король Блюмунда, який налагоджує хороші стосунки з Рімуру.

## Група Кабала
Тріо пригодників рангу B, які зазвичай конфліктують з Рімуру під час його пригод. Вони хороші друзі Шізу та Рімуру.
Кабал (яп. カバル, Kabaru)
Сейю: Кенґо Таканаші
Пригодник-чоловік людської раси класу Боєць. Він є лідером групи пригодників, відомої просто як Група Кабала, що складається з нього самого, Елен і Ґідо. Він один із компаньйонів Шізуе та один із перших друзів Рімуру-людей у формі слизу. Хоча його група відома Рімуру як дещо незграбна (і вважається комічним персонажем), вони вважаються дуже надійними у своїй місцевій спільноті пригодників. Він один із магів які захищають Елен, принцесу ельфів.
Елен (яп. エレン, Eren) / Елюн Грімвальд (яп. エリューン・グリムワルト, Eryūn Gurimuwaruto)
Сейю: Акане Кумада
Пригодниця-жінка людської раси класу Маг. Вона одна з компаньйонів Шізуе та одна з перших друзів Рімуру-людей у формі слизу. Пізніше вона розповідає Рімуру, що насправді є принцесою ельфів із Чарівної Династії Таліон, яка вирушила в пригоди зі своїми охоронцями/друзями.
Ґідо (яп. ギド)
Сейю: Рюічі Кідзіма
Пригодник-чоловік людської раси класу Злодій. Він один із компаньйонів Шізуе та один із перших друзів Рімуру-людей у формі слизу. Хоча він спеціалізується на таємних операціях і зборі інформації, він має звичку вести свою групу прямо в лігвища монстрів, а не подалі від них. Він той хто тикає в осине гніздо щоб побачити що станеться. Він один із магів які захищають Елен, принцесу ельфів.

## Королівство Фалмут/Фарменас
Країна на захід від Королівства Дваргон, яка певний час була відома як ворота до західних держав. Вона була зруйнована і передана майбутнім поколінням як дурна країна, яка викликала гнів Рімуру після того, як її мешканці напали на його місто. На її місці було збудовано Королівство Фарменас. Зараз воно контролюється Йоумом Фарменасом і також стало частиною території Рімуру.
Йоум Фарменас (яп. ヨウム・ファルメナス, Yōmu Farumenasu)
Сейю: Хосоя Йосімаса
Йоум — капітан розвідувальної місії Королівства Фалмут у Лісі Джура. Пізніше він присягає на вірність Рімуру і бере на себе відповідальність за вбивство Катастрофи Орків як частину покращення іміджу Темпеста. Пізніше він одружується з Мюлан, відьмою яку раніше контролював Клейман, і за допомогою Рімуру скидає монархію Фалмута, заснувавши на її місці Королівство Фарменас і ставши його першим королем.
Мюлан (яп. ミュウラン, Myūran)
Сейю: Ацумі Танезакі
Мюлан — дуже могутня чаклунка маджін, поневолена Клейманом, який перетворив її на одну з п'яти своїх найсильніших бійців П'яти Пальців, з титулом Безіменний Палець. Вона запечатує магію в Темпесті, що ненавмисно спричиняє тимчасову смерть Шіон і багатьох громадян-гоблінів, але незабаром допомагає Рімуру знищити армію Фалмута після того, як Рімуру звільняє її від контролю Клеймана, видаливши її штучне серце, яке прив'язує її волю до волі Клеймана, і замінивши його звичайним штучним серцем (все це, обманюючи Клеймана, змушуючи його повірити, що її вбили). Вона закохується в Йоума під час їхнього короткого перебування в Темпесті і приєднується до нього у відбудові Фалмута після їхнього одруження.
Груціус (яп. グルーシス, Gurūshisu)
Сейю: Сатоші Хіно
Спочатку посланець Федерації Темпест-Джура з Євразанії, він — лікантроп який подружився з Йоумом під час їхнього навчання у Хакуро. Він також дуже піклується про Мюлан і є ключем до того, щоб вона та Йоум зізналися у своїх почуттях одне до одного.
Разен (яп. ラーゼン, Rāzen)
Сейю: Ейдзі Ханава
Могутній людський маджін, який століттями служив королівству Фалмут як наймогутніший користувач магії. Він регулярно використовує групу істот з іншого світу на чолі з Шьоґо для виконання своєї брудної роботи. Після того, як він призначає їм місію спровокувати конфлікт у Федерації Джура Темпест, щоб здавалося що монстри жорстокі, армія Фалмута вирушає на вторгнення. Під час битви Рімуру вбиває армію, що починає його еволюцію до статусу Володаря Демонів. Після того, як Рімуру використовує тіла вбитих, щоб викликати Первісного Демона Нуара на свою службу, Разен швидко потрапляє в полон до останнього. Після жорстоких тортур від рук Шіон, Разен присягає на вірність Діабло після того, як той відновлює його тіло і допомагає своїй справі, встановивши Йоума новим правителем.
Шьоґо Таґучі (яп. ショウゴ・タグチ, Taguchi Shōgo)
Сейю: Чіакі Кобаяші
Садист з іншого світу, який володіє Унікальною Навичкою Берсерк. Він і його товариші поневолені силами Фалмута. Йому нудний і нецікавий світ монстрів і він насолоджується вбивствами, успішно вбивши Шіон на короткий період поки Темпест позбавлений магії. Під час відплати Рімуру Ґельд жорстоко б'є його до такої міри, що він вбиває Кірару, щоб отримати її Унікальні навички. Коли він все ще виявляється занадто слабким, великий чаклун Фалмута з багаторічним стажем Разен, заволодіває його тілом яке потім знищує Діабло.
Кьоя Тачібана (яп. キョウヤ・タチバナ, Tachibana Kyōya)
Сейю: Сьо Ногамі
Мечник з іншого світу, який володіє Унікальною Навичкою Всевидяче Око, яка дає йому здатність значно збільшувати швидкість своїх думок і сприйняття навколишнього світу. Він і його товариші поневолені силами Фалмута. Коли Темпест позбавлений магії, він серйозно ранить Хакуро та Гобту. Під час контратаки Рімуру Хакуро без зусиль обезголовлює його, поки його навичка активна, змушуючи його відчувати свою смерть протягом значно тривалого періоду.
Кірара Мізутані (яп. キララ・ミズタニ, Mizutani Kirara)
Сейю: Хійорі Коно
Маніпулятивна істота з іншого світу, яка володіє Унікальною навичкою промивати мізки людям своїми словами. Вона та її товариші поневолені силами Фалмута. Вона намагається обдурити людей у Темпесті, щоб вони повірили, що монстри небезпечні, але Гобта нейтралізує її сили. Пізніше її вбиває Шьоґо під час знищення армії Фалмута Рімуру.
Едмаріс Фалмут (яп. エドマリス ファルムス, Edomarisu Farumusu)
Сейю: Хіроші Янака
Колишній король Фалмута, який намагався знищити Федерацію Джура Темпест під керівництвом Західної Святої Імперії, але його армія натомість була знищена, і він був схоплений Рімуру. Після жорстоких тортур від рук Шіон Едмаріс усвідомлює свою дурість і присягає допомогти місії Діабло встановити Йоума новим правителем королівства, щоб знову не розгнівати Рімуру. Зрештою він йде у відставку, і його брат бере на себе його обов'язки.
Рейхім (яп. レイヒム, Reihimu)
Сейю: Хаято Фудзі
Рейхім — архієпископ Західної Святої Церкви та наймогутніша релігійна постать у Королівстві Фалмут. Він був правою рукою короля, який привів останнього до прийняття Фалмутом люмінізму як державної релігії. Через ворожість до монстрів у релігії люмінізму Рейхім спонукає Едмаріса напасти на Темпест, що призводить до їхнього падіння, оскільки армія Темпеста була сильнішою за їхню. Після тортур від рук Шіон він також присягає на вірність Діабло та Йоуму як новим лідерам королівства. Його вбивають Сім Люмінарів після того, як він передає повідомлення від Рімуру до Західної Святої Церкви, усвідомивши що вони підробили повідомлення, щоб воно виглядало як оголошення війни.
Карлос (яп. カルロス, Karurosu)
Сейю: Ю Вакабаяші
Гарячкуватий дворянин з Королівства Фалмут. Він єдиний дворянин, який повністю виступає проти ідеї союзу з Темпестом, і Разен ув'язнює його в крижану брилу як покарання.
Едвард Фалмут (яп. エドワルド ファルムス, Edowarudo Farumusu)
Сейю: Сьото Кашії
Амбітний молодший брат Едмаріса, який бере на себе обов'язки Едмаріса після того, як той йде у відставку. Незабаром він йде у відставку і передає трон Йоуму.
Едгар Фалмут (яп. エドガー ファルムス, Edogā Farumusu)
Сейю: Маю Мінамі
Молодий син колишнього короля Едмаріса, який став помічником Йоума після зречення престолу його батьком і дядьком.

## Королівство Інгрессія
Найрозвиненіша людська нація на захід від Лісу Джура до появи Темпеста. Воно контролюється королем Еґілом і незабаром стає частиною території Рімуру.
Юкі Каґуразака (яп. ユウキ カグラザカ, Yūki Kagurazaka)
Сейю: Нацукі Ханае
Гросмейстер Академії Свободи. «Істота з іншого світу», яку раніше навчала Шізу, Юкі таємно був нігілістом, який хотів спостерігати, як світ горить у хаосі, щоб створити мирний світ. Хитрий і дуже розумний, Юкі грає в довгу гру, щоб накопичити достатньо сил для досягнення цієї мети. Він успішно воскресив Володаря Демонів Казаліма в новому тілі та маніпулює своїм підлеглим Клейманом, а також Західною Святою Церквою, намагаючись завоювати увагу та любов Рімуру. Хоча він не зовсім лиходій, він також боїться, що Рімуру може стати небезпечною загрозою, і робить спроби зупинити його, використовуючи своїх пішаків, але вони не мали успіху.
Хлоя Обер (яп. クロエ オベール, Kuroe Obēru)
Сейю: Азуса Тадокоро
Хлоя — справжня загадка. Застрягши в нескінченному циклі реінкарнації, що стрибає в часі, Хлоя була і ученицею, і вчителем Шізу, а також героєм, який запечатав Вельдору. У теперішньому часі цей цикл було розірвано. Її нинішнє тіло зберігається в Святому Ковчезі Люмінус, тоді як молодша версія її відвідувала Академію Свободи.
Кенія Місакі (яп. ケンヤ ミサキ, Misaki Kenya)
Сейю: Аяка Асаї
Енергійний і зухвалий хлопчик, який віддає перевагу вогняній магії. Зараз він є носієм світлого духа.
Рьота Секіґуч (яп. リョウタ セキグチ)
Сейю: Шізука Ісігамі
Тиха дитина, яка володіє магією берсерка.
Ґейл Ґібсон (яп. ゲイル ギブソン)
Сейю: Ген Сато
Найстарший із викликаних дітей, він добре володіє використанням магічних куль.
Аліса Рондо (яп. アリス ロンド, Arisu Rondo)
Сейю: Харука Шіраіші
Самовдоволена дівчина, яка любить м'які іграшки. Аліса може керувати ними за допомогою телепатії.
Джефф Сіґал (яп. ジェフ シーガル, Jefu Shīgaru)
Сейю: Хіроюкі Кіносіта
Дворянин і класний керівник учнів класу А Академії Свободи. Він брат Уламута і Шифон.
Тісс (яп. ティス, Tisu)
Сейю: Мікако Комацу
Класний керівник Академії Свободи, якій доручено спостерігати за учнями класу S під час тесту. Пізніше вона замінює Рімуру після того, як його час у школі закінчується.
Ґуратол (яп. グラトル, Guratoru)
Сейю: Масакі Терасома
Граф міста Ґуратол і прихильник Академії Свободи. Після того, як його дружина захворіла, він замовив ліки для її хвороби, але злодії їх вкрали. Коли клас S прибуває під час тесту, вони прибули на день раніше, ніж очікувалося, і оскільки їхні кімнати не готові. Він пропонує їм оглянути печери, але незабаром дізнається про події зі злодіями та Фантомом у печерах і про те, що ліки були використані ними. Дізнавшись, що Рімуру має такі ліки, які є одним із його зілля, він благає Рімуру дати йому одне, і Рімуру погоджується за умови, що він вилікує його дружину. Рімуру оперує Уламута, видаляючи уражений орган, а потім використовує своє зілля, щоб зцілити її. Коли Уламут повністю одужує, граф радіє що його дружина жива і знову може ходити.
Уламут Ґуратол (яп. ウラムス グラトル, Uramusu Guratoru)
Сейю: Аріса Сакураба
Дружина графа Ґуратола, сестра Джеффа та старша сестра Шифон. Коли вона захворіла на тяжку хворобу, її чоловік домовився про ліки для її хвороби, але злодії вкрали караван, що перевозив ліки, які зрештою були використані ними. Дізнавшись, що ліки — це Повне Зілля, подібне до тих, які створює Рімуру, граф Ґуратол і Джефф запитують Рімуру, чи є у нього такі, і він підтверджує, що є. Проаналізувавши її стан, Рімуру погоджується дати їм зілля, але він хоче сам вилікувати Уламута. Оскільки застосування зілля на ній може завдати більше шкоди, ніж користі, він видалив уражений орган і використав зілля для відновлення органу. Потім Уламут одужує і тепер може знову ходити.
Ґесдар (яп. ゲスダー, Gesudā)
Сейю: Йодзі Уеда
Дворецький, який служить графу Ґуратолу. Ґесдар приносить графу Ґуратолу листа з Академії Свободи, нагадуючи йому, що наближаються тренування студентів. Він запитує Ґесдара, чи є якісь новини про злодіїв, які вкрали караван з ліками для його дружини, але Ґесдар відмовляється. Потім Ґуратол наказує йому оглянути печери та організувати проживання студентів. Діставшись печер, Ґесдар дивується, побачивши відчинені двері, і заходить, щоб оглянути їх. Усередині в нього вселяється Фантом, але зрештою його звільняє Нуар.
Анна (яп. アン, An)
Сейю: Hina Kino
Студентка Академії Свободи. Вона в класі А Джеффа, і Рімуру доручено спостерігати за нею під час тесту.
Ук'я (яп. ウキャ, Ukya)
Сейю: Каюкі Мацумото
Студент Академії Свободи. Він у класі А Джеффа, і Рімуру доручено спостерігати за ним під час тесту.
Елізабет (яп. エリサベ, Erisabe)
Сейю: Юка Івахасі
Студентка Академії Свободи. Вона в класі А Джеффа, і Рімуру доручено спостерігати за нею під час тесту.
Іллорі (яп. イロリ, Irori)
Сейю: Аяка Нанасе
Студентка Академії Свободи. Вона в класі А Джеффа, і Рімуру доручено спостерігати за нею під час тесту.
Олой (яп. オロイ, Oroi)
Сейю: Ікумі Хасегава
Студент Академії Свободи. Він у класі А Джеффа, і Рімуру доручено спостерігати за ним під час тесту.

## Альянс Помірних Арлекінів
Група могутніх маджін, створена Каґалі які зараз працюють з Юкі Каґуразакою. Вони майстри на всі руки, яких можна найняти для виконання різноманітних робіт, і їхнє головне та абсолютне правило — ніколи не зраджувати своїх друзів і клієнтів. Їхньою визначальною характеристикою є їхня клоунська зовнішність з використанням різноманітних масок.
Каґалі (яп. カガリ, Kagari)
Сейю: Юй Ісікава
Колишній Володар Демонів, відомий як «Володар Проклять» Казалім і президент Альянсу Помірних Арлекінів. Вважається, що він був убитий Леоном Кромвелем 200 років тому, Каґалі вижив як Астральне Тіло і зараз перебуває в Гомункулі. Вона служить секретарем Юкі Каґуразаки.
Лаплас (яп. ラプラス, Rapurasu)
Сейю: Казуя Накаї
Віце-президент Альянсу Помірних Арлекінів, таємничої групи, члени якої носять клоунські маски, що відображають різні емоції. Він один із союзників Клеймана і вважає його хорошим другом. Він той, хто спровокував Ґабіла ув'язнити свого батька. Незважаючи на те, що він здебільшого покладається на свої навички маніпуляції, він насправді надзвичайно сильний, оскільки швидко розправляється з представником Володаря Демонів Люмінус Валентайн, Роєм Валентайном, у припадку люті після того, як останній насміхається над ним через загибель Клеймана. Пізніше він повідомляє погані новини іншим, які вирішують на деякий час залягти на дно.
Клейман (яп. クレイマン, Kureiman)
Сейю: Коясу Такехіто
Володар Демонів смерті, відомий як «Майстер Маріонеток» через свої маніпулятивні, закулісні тенденції; він також відомий тим, що видаляє серця трьох своїх п'яти підлеглих, П'яти Пальців, і використовує їх як прослуховуючі пристрої. Він безпосередньо відповідальний за план пробудження справжнього Володаря Демонів. Таким чином, він був опосередковано відповідальний за знищення села Кіджинів, війну з людьми-ящірками через Ґелмуда, налаштування Хінати Сакаґучі проти Рімуру, маніпулюючи Фалмутом, щоб напасти на його націю, і знищення королівства Керріона через Мілім; однак він насправді виконує ці дії за наказом свого благодійника: Юкі Каґуразаки. Здається, він зневажає Рімуру, не люблячи ідею слизового монстра, який стає Володарем Демонів. Він вважає себе організатором падіння Євразанії та намагається підставити Рімуру перед іншими Володарями Демонів, але Рімуру викриває його плани та без зусиль вбиває його.
Футман (яп. フットマン, Futtoman)
Сейю: Сіндзі Кавада
Член Альянсу Помірних Арлекінів, який носить маску гніву. Він один із союзників Клеймана, який часто працює разом із Тіаре, колегою-блазнем. Він той, хто маніпулював початковим Володарем Орків Ґельдом, щоб той знищив село огрів, а пізніше також маніпулював Фобіо разом із Тіаре, щоб воскресити Катастрофу Харибду. Після поразки Харибди Фобіо пізніше спробував помститися їм під час битви між силами Рімуру та Клеймана, але він і Тіаре були надто сильними для нього; однак вони не вбили його, оскільки їм не було наказано цього робити. Дізнавшись про смерть Клеймана, команда вирішує на деякий час сховатися.
Тіаре (яп. ティア, Tia)
Сейю: Каеде Хондо
Член Альянсу Помірних Арлекінів, яка носить маску сліз. Вона одна із союзників Клеймана і одна з небагатьох людей, про яких він щиро піклується. Вона маніпулює Фобіо разом із Футманом, щоб воскресити Харибду. Після поразки Харибди Фобіо пізніше спробував помститися їм під час битви між силами Рімуру та Клеймана, але вона і Футман були надто сильними для нього; однак вони не вбили його, оскільки їм не було наказано цього робити. Дізнавшись про смерть Клеймана, команда вирішує на деякий час сховатися.
Ґелмуд (яп. ゲルミュッド, Gerumyuddo)
Сейю: Кенго Каваніші
Один із поплічників Клеймана, він дав імена Володарю Орків Ґельду, Ґабілу та іншим, щоб пробудити справжнього Володаря Демонів. Пізніше його з'їв Володар Орків, ставши каталізатором його пробудження.
Ямза (яп. ヤムザ, Yamuza)
Сейю: Юя Хіросе
Ямза — Крижаний Мечник і головнокомандувач армії Клеймана, а також Середній Палець його П'яти Пальців. Він один із членів П'яти Пальців, який не був поневолений Клейманом, приєднавшись за власним бажанням. Під час нападу сил Рімуру він стикається з Альбіс і Гобтою, і вони обидва принижують його в бою, до такої міри, що він намагається втекти. Однак Клейман змушує його перетворитися на імітацію Харибди, після чого Бенімару легко знищує його.

## Королівство Євразанія
Країна, розташована на південь від Великого Лісу Джура, населена різними звіроподібними звіролюдьми. Зараз вона контролюється Керріоном і є частиною території Мілім.
Керріон (яп. カリオン, Karion)
Сейю: Ясуакі Такумі
Керріон — звіролюдина, Володар Демонів раси напівлюдей, які мають тваринні риси. На відміну від більшості своїх родичів, він досить розсудливий, але швидко карає своїх підлеглих. Він могутній воїн і король «Країни Звірів» Євразанії. Після дій Фобіо проти Темпеста його вважають зрадником, і Клейман змусив Володарів Демонів Мілім і Фрей знищити його, але його смерть була фальшивою, щоб обдурити Клеймана. Після того, як Клейман був убитий, він відмовляється від свого статусу Володаря Демонів і стає підлеглим Мілім.
Альбіс (яп. アルビス, Arubisu)
Сейю: Ай Какума
Ламія та лідер Трьох Звіролюдів-мушкетерів, елітної гвардії Керріона. Вона грізний боєць, здатна перетворити на камінь усе, що бачить, а також добре володіє отрутами. Під час битви між армією Рімуру та Клеймана вона виходить переможцем у бою проти найгрізнішого підлеглого Клеймана, Середнього Пальця Ямзи, володаря Крижаного Меча. Вона та Суфія пізніше допомагають тимчасово перемістити всіх громадян Євразанії в Темпест, а також допомагають Рімуру в їхній битві проти Хінати та її сил. Вона має почуття до Бенімару.
Фобіо (яп. フォビオ, Fobio)
Сейю: Сейічіро Ямасіта
Безрозсудний звіролюд-пантера, член Трьох Звіролюдів-мушкетерів. Він самостійно напав на Темпест, спочатку побивши Ріґурда, але потім був побитий Мілім. Пізніше його врятував Рімуру після того, як Тіаре та Футман обманом змусили його бути одержимим Харибдою, щоб він міг помститися Мілім. Під час битви проти армії Клеймана він прагнув помститися Тіаре та Футману за те, що вони обманули його, за допомогою Ґельда, але клоуни були сильніші за них. Тим не менш, йому та Ґельду пощастило, оскільки вони не були навмисними цілями Тіаре та Футмана; однак їхні дії все ж забезпечили перемогу Рімуру.
Суфія (яп. スフィア, Sufia)
Сейю: Йо Тайчі
Звіролюд-тигр, чия фізична сила дорівнює силі Шіон; а також має схожі характери. Під час завоювання з метою знищення Клеймана вона об'єднується з Ґабілом, намагаючись перемогти Отця Міддрея, послідовника Драконів Мілім. Вона та Альбіс пізніше допомагають тимчасово перемістити всіх громадян Євразанії в Темпест, а також допомагають Рімуру в їхній битві проти Хінати та її сил.

## Західна Священна Імперія
Імперія, де розташована Західна Священна Церква, яка вороже ставиться до нелюдських істот (особливо до Рімуру та його людей); однак їхнє ставлення до Темпеста змінилося, коли вони дізналися, що нація монстрів не становить загрози. Це територія Люмінус Валентайн.
Люмінус Валентайн (яп. ルミナス・バレンタイン, Ruminasu Barentain)
Сейю: Lynn
Могутня вампірка і одина із найстаріших справжніх Володарів Демонів, відомий під епітетом «Королева Кошмарів». Вона є таємним правителем Західної Священної Імперії, а нижчий «Володар Демонів» Рой Валентайн є її маріонетковим Володарем Демонів, тоді як вона сама замаскована під служницю. Колись багато століть тому вона билася з Вельдорою, і її особистість була викрита ним під час Вальпургії. Вона також з'являється в спін-офф серіалі «Видіння Колеуса», де намагається зупинити проблемні витівки Первісної Фіолетової. На відміну від більшості її підлеглих, вона здається не має ворожості до Рімуру та його послідовників. Вона володіє кордонами західного регіону Магічного Континенту.
Хіната Сакаґучі (яп. ヒナタ・サカグチ, Sakaguchi Hinata)
Сейю: Манамі Нумакура
Істота з іншого світу та колишня учениця Шізу. Вона працює лицарем у Священній Західній Імперії. Вона надзвичайно грізна особа, яка, як стверджується, була набагато могутнішою за Шізу та Іфріта у віці п'ятнадцяти років. Вона має здатність викрадати навички своїх супротивників під час бою. Під час вторгнення Фалмута до лічу Джура Темпест, Юкі та Клейман налаштовують Рімуру проти Хінати, оскільки остання бажає помститися за свою вчительку (не знаючи, що Шізу щиро попросила Рімуру поглинути її). Рімуру виявляється нерівнею їй на той час через антимагічний бар'єр у цьому районі, але йому вдається пережити її атаку та обманом змусити її повірити, що вона досягла успіху. Деякий час потому вона проганяє Лапласа з імперії. Коли вона дізналася, що Рімуру все ще живий і набагато сильніший ніж раніше, вона почала шкодувати про свої дії та по-іншому подивилася на нього, дізнавшись що він не зловмисний, але також підозрює що нею маніпулюють. Незабаром вона отримує повідомлення від Рімуру, який викликає її на дуель, і вирушає до Темпеста для матчу-реваншу, не знаючи, що повідомлення фальшиве. Під час їхньої другої битви вона отримує поранення від меча, який їй дали Сім Люмінарів, що є пасткою яку Люмінарії підготували, щоб убити їх обох. Пізніше Люмінус зцілює її, і вона нарешті мириться з Рімуру.
Рой Валентайн (яп. ロイ・ヴァレンタイン, Roi Varentain)
Сейю: Масаакі Мізунака
Рой — вампір-двійник Володарки Демонів Люмінус Валентайн, який служить імператором Священної Імперії за її наказом. Коли Вельдора розкриває особистість свого господаря на Вальпургії, він складає повноваження Володаря Демонів і повертається, щоб захистити імперію для неї, після загибелі Клеймана. Повернувшись до імперії, він зустрічає Лапласа, який тікає від Хінати Сакаґучі, і насміхається з нього через загибель Клеймана. Доведений до люті, Лаплас легко вбиває Роя, вирвавши йому серце та розчавивши його.
Луї Валентайн (яп. ルイ・ヴァレンタイン, Rui Varentain)
Сейю: Масаакі Мізунака
Луї — Священний Імператор Любеліуса, підлеглий Володаря Демонів Люмінус Валентайн і її представник у контролі над громадянами Любеліуса, тоді як його покійний молодший брат-близнюк Рой Валентайн грав роль злого Володаря Демонів, щоб об'єднати населення Любеліуса під проводом Луї.
Ґюнтер Штраус (яп. ギュンター・シュトラウス, Gyuntā Shutorausu)
Сейю: Косуке Катаяма
Дворецький, який працює на Люмінус Валентайн. Він є частиною класу ерцгерцогів, найвищого з вампірів-дворян, і йому доручено займатися справами Нічного Саду.
Арно Бауман (яп. アルノー・バウマン, Aruno Bauman)
Сейю: Ейдзі Такемото
Арно Бауман з Космосу — один із капітанів Хрестоносців і член Десяти Великих Святих, який вважається другим найсильнішим Святим Лицарем після Хінати Сакаґучі, його безпосереднього лідера. Він супроводжує Хінату до Темпеста після того, як вона отримує фальшиве повідомлення від Рімуру, який викликає її, а пізніше приєднується до бою між армією Леонарда та Гарде та армією Темпеста. Він б'ється з Бенімару і в підсумку програє. Дізнавшись, що його обдурили, він офіційно мириться з нацією Рімуру.
Баккус (яп. バッカス, Bakkasu)
Сейю: Хадзіме Ідзіма
Баккус Землі — тихий і міцний літній чоловік і член Десяти Великих Святих. Він супроводжує Хінату до Темпеста після того, як вона отримує фальшиве повідомлення від Рімуру, який викликає її, а пізніше приєднується до бою між армією Леонарда та Гарде та армією Темпеста. Він і Фріц б'ються з Альбіс і Суфією і в підсумку програють. Дізнавшись, що його обдурили, він офіційно мириться з нацією Рімуру.
Леонард Джестер (яп. レナード・ジェスター, Renādo Jesuta)
Сейю: Кендзі Нодзіма
Леонард Дитя Світла — спокійний і спостережливий віце-начальник Хрестоносців Західної Священної Імперії та член Десяти Великих Святих. Він таємно супроводжує Хінату до Темпеста після того, як вона отримує фальшиве повідомлення від Рімуру, який викликає її, але має намір вести війну, а не вести переговори за вказівкою Семи Люмінарів. Вони б'ються з Шіон, але вона виявляється надто сильною для них, змушуючи їх визнати поразку. Він отримує поранення, дізнавшись, що його обдурили, але Хіната зцілює його, і він офіційно мириться з нацією Рімуру.
Літус (яп. リティス, Ritusu)
Сейю: Харука Айкава
Літус Води — молода і струнка дівчина і член Десяти Великих Святих. Вона супроводжує Хінату до Темпеста після того, як вона отримує фальшиве повідомлення від Рімуру, який викликає її, а пізніше приєднується до бою між армією Леонарда та Гарде та армією Темпеста, вступаючи в дуель один на один із Соуеєм і закохується в нього після того, як він переміг її. Дізнавшись, що її обдурили, вона офіційно мириться з нацією Рімуру.
Гарде (яп. ギャルド, Gāde)
Сейю: Ватару Комада
Гарде Вогню — один із капітанів Хрестоносців і член Десяти Великих Святих, який є досвідченим вогняним магом, що володіє вогняним списом — «Червоним Списом». Він таємно супроводжує Хінату до Темпеста після того, як вона отримує фальшиве повідомлення від Рімуру, який викликає її, але має намір вести війну, а не вести переговори за вказівкою Семи Люмінарів. Вони б'ються з Шіон, але вона виявляється надто сильною для них, змушуючи їх визнати поразку. Пізніше з'ясовується, що він був убитий і виданий за себе Арсом.
Фріц (яп. フリッツ, Furitsu)
Сейю: Ватару Комада
Фріц Вітру — член Десяти Великих Святих і досвідчений воїн, який використовує комбінацію Вітряної Духовної Магії та Володіння Мечем. Він супроводжує Хінату до Темпеста після того, як вона отримує фальшиве повідомлення від Рімуру, який викликає її, а пізніше приєднується до бою між армією Леонарда та Гарде та армією Темпеста. Він і Баккус б'ються з Альбіс і Суфією і в підсумку програють. Дізнавшись, що його обдурили, він офіційно мириться з нацією Рімуру.
Сааре (яп. サーレ, Sāre)
Сейю: Сьоя Чіба
Сааре Блакитного Неба — член Десяти Великих Святих, який має постійне суперництво з Хінатою, тому що він втратив свою посаду голови Кам'яних Геніїв в армії Священного Імператора через неї. Він не супроводжує Хінату до Темпеста після того, як вона отримує фальшиве повідомлення від Рімуру, який викликає її, а натомість бере участь у громадянській війні Фалмута. Після того, як він і Ґленда б'ються з Діабло, він незабаром дізнається правду про мотиви Люмінарів і мириться з Темпестом після того, як Люмінарії зазнають поразки.
Ґріґорі (яп. グレゴリー, Gurigori)
Сейю: Масаші Ямане
Ґріґорі Гігантського Валуна — член Десяти Великих Святих і права рука Сааре, який володіє здатністю зміцнювати своє тіло, також відомий як «Непорушний» за свій захист. Він не супроводжує Хінату до Темпеста після того, як вона отримує фальшиве повідомлення від Рімуру, який викликає її, а натомість бере участь у громадянській війні Фалмута.
Ґленда Еттлі (яп. グレンダ・アトリー, Gurenda Atorī)
Сейю: Марі Хіно
Ґленда Еттлі Бурхливого Моря — наймана істота з іншого світу, яку було завербовано до Десяти Великих Святих. Вона також працює на сім'ю Роццо. Вона не супроводжує Хінату до Темпеста після того, як вона отримує фальшиве повідомлення від Рімуру, який викликає її, а натомість бере участь у громадянській війні Фалмута. Після того, як вона та Сааре б'ються з Діабло, вона тікає посеред бою.
Ніколаус Шпертус (яп. ニコラウス・シュペルタス, Nikorausu Shuperutasu)
Сейю: Ясумура Макото
Він є кардиналом Західної Священної Церкви та її другим за рангом членом після Луї.
Діна (яп. ディナ)
Сейю: Хірокі Маеда
Люмінар Місяця і один із Семи Люмінарів і послідовник Люмінус, які планують знищити Рімуру та Хінату, використовуючи Леонарда та Гарде. Він і його товариші гинуть від рук Люмінус і Діабло.
Арс (яп. アーズ, Āzu)
Сейю: Кента Саса
Люмінар Марса і один із Семи Люмінарів і послідовник Люмінус, які планують знищити Рімуру та Хінату, використовуючи Леонарда та Гарде. З'ясовується, що він убив і видав себе за Святого Гарде. Він і його товариші гинуть від рук Люмінус і Діабло.
Меріс (яп. メリス, Merisu)
Сейю: Акіра Кога
Люмінар Меркурія і один із Семи Люмінарів і послідовник Люмінус, які планують знищити Рімуру та Хінату, використовуючи Леонарда та Гарде. Він і його товариші гинуть від рук Люмінус і Діабло.
Сарун (яп. サルン, Sarun)
Сейю: Рюуносуке Ватанукі
Люмінар Юпітера і один із Семи Люмінарів і послідовник Люмінус, які планують знищити Рімуру та Хінату, використовуючи Леонарда та Гарде. Він і його товариші гинуть від рук Люмінус і Діабло.
Віна (яп. ヴィナ, Vina)
Сейю: Рю Сугісакі
Люмінар Венери і один із Семи Люмінарів і послідовник Люмінус, які планують знищити Рімуру та Хінату, використовуючи Леонарда та Гарде. Він і його товариші гинуть від рук Люмінус і Діабло.
Заус (яп. ザウス, Zausu)
Сейю: Хаято Кімура
Люмінар Сатурна і один із Семи Люмінарів і послідовник Люмінус, які планують знищити Рімуру та Хінату, використовуючи Леонарда та Гарде. Вона та її товариші гинуть від рук Люмінус і Діабло.

## Чарівна Династія Таліон
Стародавнє королівство ельфів могутніх магів і чаклунів, побудоване на вершині лісу гігантських дерев. Ця територія контролюється Ельмесією Ель-Ру Таліон. Фрей колись намагалася завоювати це королівство в минулому.
Ельмесія Ель-Ру Таліон (яп. エルメシア・エル・リュ・サリオン, Erumeshia Eru Ryu Sarion)
Сейю: Хісако Канемото
Ельмесія — красива, але андрогінна жінка-ельф із юнацькою зовнішністю, яку можна помилково прийняти за дитину, незважаючи на те, що вона 2000-річна імператриця Чарівної Династії Таліон.
Елалуд Грімвальд (яп. エラルド・グリムワルト, Erarudo Gurimuwaruto)
Сейю: Кендзі Хамада
Він є ерцгерцогом Чарівної Династії Таліон, а також батьком Елен/Елюн. Почувши, що його дочка подружилася з новоспеченим Володарем Демонів Рімуру Темпестом, він насторожено прибуває для розслідування. На прохання своєї дочки та старого друга, короля Ґазела Дварґо, він бере участь у дипломатичній зустрічі між Рімуру та всіма його союзниками, після чого швидко подружився з Рімуру, офіційно оголосивши про союз своєї країни з Фондом Джура Темпест.

## Східна Імперія
Об'єднана Східна Імперія Наска Намріум Ульмерія, загальновідома як Східна Імперія, є великою військовою державою, яка відома як найсильніша держава у всьому світі, заснована легендарним героєм Рудрою, який також є її правителем.
Масаюкі Рудра Нам Уль Наска (яп. マサユキ・ルドラ・ナム・ウル・ナスカ, Masayuki Rudora Namu Uru Nasuka)
Зазвичай скорочено до просто Масаюкі або Рудра, він є імператором Східної Імперії та легендарною історичною постаттю. Технічно він є істотою з іншого світу, яка унікально служить як легендарною особою, так і поточним героєм Світлошвидкісним Масаюкі з Команди Світлошвидкісних одночасно, оскільки він і його зіпсоване минуле «я» існують в одному просторово-часовому континуумі. Його дружиною та імператрицею є Вельґрінд, третя найстрашніша із Справжніх Драконів.
Джіу (яп. ジウ, Jiu)
Джіу є членом Команди Світлошвидкісних і особистим охоронцем Масаюкі.
Джінрай (яп. ジンライ)
Jinrai is an adventurer from the Kingdom of Ingrassia. He is the first member who joined Masayuki's party after arriving to the Central World, currently acting as the vanguard of the team.
Берні (яп. バーニィ, Bānyi)
Берні — спочатку 45-річна істота з іншого світу зі Сполучених Штатів, пригодник і член групи Масаюкі.
Вельґрінд (яп. ヴェルグリンド, Verugurindo)
Вельґрінд, також відома як Дракон Палючого Полум'я (яп. 灼熱竜, Shakunetsuryū), є третьою й найстрашнішою із п'яти Справжніх Драконів і однією з наймогутніших істот у світі, дружиною легендарного героя Масаюкі, а також імператрицею Східної Імперії.

## Місто Забутого Дракона
Це володіння Мілім, населене нащадками драконів. Вірні Дракону керують цим містом.
Мілім Нава (яп. ミリム・ナーヴァ, Mirimu Nāba)
Мілім — драконоїд і одна з найсильніших і найдавніших справжніх Володарів Демонів; дочка Справжнього Дракона Вельданави, що робить її племінницею Вельдори та Вельзард. Вона також найбільш безтурботна та примхлива, її цікавлять лише цікаві речі. Мілім відома як «Руйнівниця», Володар Демонів «рівня катастрофи», чия сила є втіленням самого руйнування. Вона дружить з Рімуру і часто відвідує Темпест, завдаючи йому лише стресу та проблем через свої ненавмисні витівки; окрім Рімуру, вона проводить час зі своїм дядьком і колегою-Володарем Демонів Раміріс, яка до початку історії була її єдиною подругою. Клейман промиває їй мізки, щоб вона допомогла йому в його планах повалити Рімуру за наказом Юкі, але пізніше вона показує, що весь час прикидалася, і що намисто, яке використовувалося для контролю над її розумом (яке Клейман отримав від Каґалі та Юкі), не мало жодного ефекту. Після поразки Клеймана вона отримує двох нових підлеглих: Фрей та Керріона, після того, як вони відмовилися від своєї ролі Володарів Демонів. Вона володіє східним регіоном Магічного Континенту.
Міддрей (яп. ミッドレイ, Middorei)
Міддрей — могутній Драконів і Головний Жрець Вірних Дракону, який поклоняється Мілім Нава. На відміну від Ґабіла та інших людей-ящірок, він — народжений Драконів, від спілкування людини та дракона. Під час Вальпургії ним маніпулювали, щоб він став на бік Клеймана, і він бореться з Ґабілом і Суфією, перемагаючи їх, перш ніж прибуває Бенімару, щоб заспокоїти ситуацію.
Гермес (яп. ヘルメス, Herumesu)
Гермес — молодий помічник Міддрея та жрець Вірних Дракону, який поклоняється Мілім Нава.

## Октаграма, Вісім Зіркових Володарів Демонів
Могутня група з восьми Володарів Демонів. Раніше вона називалася Десять Великих Володарів Демонів, але їх стало вісім після загибелі Клеймана та після того, як Фрей і Керріон відмовилися від своїх посад Володарів Демонів, щоб служити Володарю Демонів Мілім Нава. Разом з Рімуру, Мілім і Люмінус вони контролюють більшу частину Центрального Світу.
Ґай Крімзон (яп. ギィ・クリムゾン, Gii Kurimuzon)
Первісний Демон на ім'я Руж, або Червоний, він є одним із перших Справжніх Володарів Демонів, які існували, а також однією з найсильніших істот, що існують, і класифікується як «рівень катастрофи». Його епітет — «Володар Темряви». Він симпатизує Рімуру після того, як дізнається, що Рімуру отримав Первісного Демона Чорного або Нуара як свого підлеглого, Діабло. Він має сексуальний потяг до Володаря Демонів Леона Кромвеля, друга. Старша сестра Вельдори, Вельзард, є однією з його найближчих довірених осіб. Він володіє Крижаним Континентом.
Раміріс (яп. ラミリス, Ramirisu)
Одна із найстаріших Справжніх Володарів Демонів разом з Ґаєм і Мілім. Раміріс — фея і колишня Королева Духів, яка реінкарнує щоразу, коли гине. Здатна створювати та контролювати альтернативний вимір, відомий як лабіринт, Раміріс охороняє житло духів від потенційних порушників. Вона відома під епітетом «Майстер Лабіринту». Пізніше вона переїжджає до Лісу Джура, і їй дозволяють використовувати свій лабіринт як туристичну пам'ятку (яка зараз називається Підземеллям), схожу на рольову гру. Вона поділяє любов до манґи з Вельдорою, який створює їх із спогадів Рімуру.
Леон Кромвель (яп. レオン・クロムウェル, Reon Kuromuweru)
Сейю: Фукуяма Дзюн
Могутній Володар Демонів, який викликав Шізу. Дізнавшись, що вона має спорідненість до вогню, він зв'язав її тіло з Іфрітом. Леон — старий друг Хлої, але не міг її знайти через надзвичайно складний часовий цикл, який зробив її існування нестабільним. Він є рідкістю серед Володарів Демонів, оскільки він є викликаною істотою з іншого світу та колишнім Справжнім Героєм, який отримав свій статус після вбивства Володаря Демонів Казаліма та демоноїда. Він відомий під епітетами «Платиновий Шабельник» і «Платиновий Диявол». Він володіє малим континентом Ельдорадо.
Даґрюель (яп. ダグリュール, Daguryūru)
Розумний Володар Демонів-гігант, який багато століть тому бився з Вельдорою і зумів залишитися майже на рівних. Його епітет — «Землетрус». Він володіє західним регіоном Магічного Континенту (за винятком кордонів регіону, якими володіє Люмінус).
Діно (яп. ディーノ, Dino)
Володар Демонів-палий ангел, який надзвичайно ледачий і має тенденцію спати весь час, навіть під час більшої частини зустрічі Володарів Демонів на Вальпургії, і має епітет «Сплячий Правитель».

## Королівство Колеус
Нація, розташована на далекому заході, на кордоні між Західними Націями та Пустками. Воно має сильну арабську культуру та обов'язкову військову службу. Королівство наразі контролюється Саузером Колеусом після того, як його тиранічного батька було вбито. Воно також стало частиною території Рімуру.
Аслан Колеус (яп. アスラン コリウス, Asuran Koriusu)
Сейю: Масая Мацуказе
Один із принців Колеуса та брат Саузера та Зенобії. Ним маніпулюють Архдемон Ґустав та його батько Тедрон, щоб він бився зі своїм братом, щоб або він, або Саузер були використані як новий сосуд для їхнього батька. Після поразки Ґустава та смерті його злого батька він став міністром оборони.
Саузер Колеус (яп. サウザー コリウス, Sauzā Koriusu)
Один із принців Колеуса та брат Аслана та Зенобії. Ним маніпулюють Архдемон Ґустав та його батько Тедрон, щоб він бився зі своїм братом, щоб або він, або Аслан були використані як новий сосуд для їхнього батька. Після поразки Ґустава та смерті його злого батька він став королем Колеуса.
Зенобія Колеус (яп. ゼノビア コリウス, Zenobia Koriusu)
Принцеса Колеуса та сестра Аслана та Зенобії, яка була хвора через Ґустава, який працює на її злого батька Тедрона, щоб Первісна Фіолетова могла використати її як сосуд. Хоча Ґустав досяг успіху, Зенобія ще не була придатним сосудом для Фіолетової, і Володар Демонів Люмінус Валентайн знає правду про їхній план, що змушує Фіолетову вбити Ґустава за його невдачу, а потім покинути тіло Зенобії. Потім вона одужує.
Пауло (яп. パウロ, Pauro)
Сейю: Окамото Нобухіко
Воїн, який супроводжує Рімуру до Колеуса, щоб допомогти зупинити Архдемона Ґустава. Після поразки Ґустава він вирішує залишитися в Колеусі.
Тедрон Колеус (яп. テドロン コリウス, Tedoron Koriusu)
Жорстокий колишній король Колеуса та батько Аслана, Саузера та Зенобії. Саме він викликав Ґустава та Карла з наміром використати свою дочку як сосуд для Фіолетової, сподіваючись використати одного зі своїх синів як новий сосуд для себе після того, як вони будуть змушені воювати один з одним, але план був зірваний Рімуру та Люмінус Валентайн, яка пізніше вбиває його за його злочини та головну роль у змові Фіолетової.
Ґустав (яп. グスタフ, Gusutafu)
Архдемон, якого викликав Тедрон Колеус, щоб допомогти забезпечити сосуд для Фіолетової, використовуючи його дочку Зенобію. Натомість вони допоможуть Тедрону перетворити одного з його синів на новий сосуд для нього після того, як інший буде вбитий. Він обожнює Фіолетову, і хоча йому вдається помістити її всередину Зенобії, Фіолетовій не сподобався її сосуд, тому що він не був належним для неї. Крім того, Люмінус Валентайн знає правду про їхню змову, і Фіолетова не може перемогти її, хоча Ґустав вважає інакше. Ґустав гине від рук Фіолетової за свою помилку, перш ніж вона покидає тіло Зенобії.
Карл (яп. カール, Kāru)
Сейю: Окіцу Кадзуюкі
Архдемон, якого викликав Тедрон Колеус, щоб допомогти забезпечити сосуд для Фіолетової, використовуючи його дочку Зенобію. Натомість вони допоможуть Тедрону перетворити одного з його синів на новий сосуд для нього після того, як інший буде вбитий. Він — права рука Ґустава. Під час бою проти Рімуру він гине від рук Ґустава, щоб він міг закінчити вставляти Фіолетову всередину Зенобії.
Барак Джагіл (яп. バラク ジャヒル, Baraku Jahiru)
Голова Королівської Гвардії Колеуса та особистий радник Саузера Колеуса. Він також чоловік Шифон.
Шифон Джагіл (яп. シフォン ジャヒル, Shifon Jahiru)
Вона — дружина Барака та молодша сестра Джеффа та Уламута.

## Королівство Раджа
Невелика нація, розташована на захід від Федерації Джура Темпест. Наразі вона контролюється королевою Товою. Королівство також є союзником Федерації Джура Темпест.
Хіїро (яп. ヒイロ, Hīro)
Огр, народжений у тому ж селі, що й Бенімару та його друзі, з якими він близький. Одного разу він вирішив вирушити в подорож як найманець разом із невеликою групою побратимів-огрів. Після того, як він пережив засідку від Ямзи, його та його людей забрало сусіднє королівство Раджа, але через недостатню медичну допомогу вони не змогли вилікувати свої смертельні рани. Королева Раджі, Това, вирішила дати Хіїро його ім'я, сподіваючись, що це дозволить йому пережити поранення. Прокинувшись, Хіїро негайно вирушив до свого села на спині одного з драконів Раджі. Він прибув до зруйнованого села, занадто пізно, щоб допомогти їм відбитися від орків. Після цього він вирішив повернутися до Раджі та присвятив себе відплаті за борг, який він заборгував королеві нації, присягнувши їй на вірність. Незабаром він вирушив до Темпеста, щоб попросити допомоги у Рімуру, щоб вилікувати хворобу Тови. Незабаром з'ясовується, що це справа Демона Лакуа, який прагне, щоб Това стала сосудом для Первісної Фіолетової, і Хіїро обманом змушують проковтнути шматок Харибди, перетворивши його на дикого монстра, перш ніж він вирве його та знищить; це призводить до його розпаду, але Това встигає його оживити.
Това (яп. トワ, Towa)
Королева Раджі. Вона використовувала магічну силу своєї тіари, створеної Фіолетовою, яка передавалася в королівській родині з покоління в покоління, щоб нейтралізувати отруту в шахтах своєї країни та захистити народ Раджі. Однак ціною, яку потрібно заплатити за це, було прокляття, яке з'їдало її життя, що є частиною ставки Фіолетової з її предками, щоб отримати сосуд. Після поразки підлеглого Фіолетової Лакуа вона жертвує своїм життям, щоб оживити Хіїро, але Фіолетова оживляє її як нагороду за всі розваги, які вона їй подарувала, і як вибачення, оскільки несанкціоновані дії Лакуа становили нечесне втручання з її боку ставки і таким чином зіпсували її задоволення.
Лакуа (яп. ラキュア, Rakyua)
Демон, що походить від Фіолетової. Він видавав себе за торговця, який часто відвідував Раджу і торгував рідкісними та дорогоцінними каменями, водночас таємно забезпечуючи постійне використання тіари Товою з-за лаштунків, щоб допомогти Фіолетовій отримати сосуд. Але після того, як він вирішив взяти справу в свої руки проти наказів Фіолетової, вона змушена анулювати контракт, який вона уклала з Товою, і розірвати зв'язки з Лакуа. Потім він підриває себе, намагаючись знищити Раджу, але Рімуру стримує вибух.
Чікуан (яп. チクアン, Chikuan)
Ельфійський лікар, який служить Тові. Пізніше з'ясовується, що він є союзником Лакуа, і пізніше його вбиває Ранґа.
Фуджі (яп. フジ, Fuji)
Лицар з Раджі, який є одним із підлеглих Хіїро. Він супроводжує Хіїро до Темпеста.
Кікьо (яп. キキョウ, Kikyou)
Лицар з Раджі, який є одним із підлеглих Хіїро. Вона супроводжує Хіїро до Темпеста.
Мобуджі (яп. モブジ, Mobuji)
Прем'єр-міністр Раджі, який давно спостерігає за Товою.

## Інші персонажі
Тамура (яп. 田村, Tamura)
Молодший співробітник, який працював у тій самій компанії, що й Сатору Мікамі. Він і його наречена Міхо Саватарі попросили зустрітися з Сатору, щоб попросити поради. Під час їхньої зустрічі людина бігла з кухонним ножем і збиралася вдарити Тамуру, коли Сатору відштовхнув його, щоб прийняти удар на себе. Коли Сатору помирав, Тамура було доручено його передсмертне бажання знищити вміст його ПК. Він виконав свою обіцянку, увімкнувши комп'ютер у ванні з водою, а також мав намір назвати свою дитину на його честь.
Міхо Саватарі (яп. 沢渡美穂, Sawatari Miho)
Наречена Тамури; яку Сатору захистив від злочинця, який намагався їх атакувати.
Шізуе Ідзава (яп. 井沢 静江, Izawa Shizue)
Шізуе, також відома під псевдонімом Шізу (яп. シズ) — японська дівчина та істота з іншого світу, яка була викликана в цей світ під час бомбардування Токіо. Її виклик вважався невдалим, і її покинули після того, як вогняний дух на ім'я Іфріт був прив'язаний до її тіла. Незабаром після цього вона отримала титул «Завойовниця Полум'я». Шізу насправді літнього віку, але зовні не постаріла після свого розквіту завдяки одержимості Іфрітом. Вона з'ясовує, що Рімуру також колись був з Японії, і за їхній короткий час разом вони стали хорошими друзями. Іфріт незабаром зміг взяти її під контроль після того, як вона достатньо ослабла, але Рімуру переміг Іфріта та відокремив його від Шізу. Без Іфріта вона почала швидко старіти. Перед смертю вона попросила, щоб її тіло було поглинуте Рімуру (оскільки вона не хотіла бути похованою), надавши йому людську форму. Душа Шізу все ще залишається всередині Рімуру, який також носить її маску як пам'ять.
Ортос (яп. オルトス, Orutosu)
Сейю: Окіцу Кадзуюкі
Ортос був Архдемоном, нащадком Ружа, і справжнім королем Королівства Фільтвуд. Він намагався обманом заманити авантюристів на полювання на демонів, включно з Шізуе Ідзавою, де він насправді вбивав їх, щоб стати могутнішим. Первісний Демон Нуар виявив його присутність на зборах авантюристів, де Шізу билася з ним і зачарувала його своєю унікальною маскою, що призвело до його закоханості в Рімуру. Ортос намагається заманити Шізу в пастку, видаючи себе за того, хто вітає її за бій з Нуаром і те, що вона вижила, але вона бачить пастку. Однак Ортос виявляється надто сильним для Шізу, ослабленої боєм з Нуаром. На щастя для неї, Нуар прибуває, щоб врятувати її, і стирає душу Ортоса з існування.
Фрей (яп. フレイ, Furei)
Сейю: Охара Саяка
Гарпія, відома як Королева Неба, і колишній Володар Демонів, яка відмовилася від свого статусу і присягнула на вірність своїй подрузі Мілім, після того, як зрозуміла, що вона слабша за пробудженого Клеймана, який залучив її до своїх планів (хоча вона таємно будувала плани проти нього), перш ніж новий Володар Демонів Рімуру знищив його.
Вельзард (яп. ヴェルザード, Veruzādo)
Вельзард — старша сестра Вельдори Темпеста, отже, одна з чотирьох Справжніх Драконів, відома як Білий Крижаний Дракон. Вона живе на північному континенті як найближча довірена особа Ґая, не особливо цікавлячись справами світу. Вона має особливу неприязнь до друга Ґая, Володаря Демонів Леона Кромвеля.
Мізарі (яп. ミザリ, Mizari)
Також відома як «Верт» або «Первісна Зелена», вона є Зеленим Первісним Демоном і підлеглою колеги Первісного Ружа, Ґая Крімзона.
Рейн (яп. レイン, Rein)
Також відома як «Блю» або «Первісна Синя», вона є Синім Первісним Демоном і підлеглою колеги Первісного Ружа, Ґая Крімзона.
Ультіма (яп. ウルティマ, Urutima)
Також відома як «Фіолетова» або «Первісна Фіолетова»; вона є одним із Первісних Демонів, названих на честь кольорів, як Діабло та Ґай Крімзон. Вона любить створювати проблеми для власної розваги, сподіваючись отримати сосуд. Незважаючи на її антагонізм, вона дуже суворо ставиться до своїх маніпулятивних витівок, оскільки не любить, коли її плани порушуються, і або стратить, або припинить свій союз із підлеглими, якщо вони порушать її угоду або не виконають її завдання так, як вона цього хотіла. Через Діабло її зрештою вербують на бік Рімуру, і він називає її Ультімою, на честь іншого спортивного автомобіля. Вона дебютує раніше манги у фільмі, а також з'являється в спін-офф «Видіння Колеуса».
Вейрон (яп. ヴェイロン, Vueiron)
Він є особистим дворецьким Фіолетової та могутнім демоном.
Зонда (яп. ゾンダ, Zonda)
Він — молодий слуга Фіолетової та її лейтенант.
Каррера (яп. カレラ, Karera)
Безтурботний і енергійний Первісний Демон, також відомий як «Жовтий» або «Первісна Жовта».
Тестаросса (яп. テスタロッサ, Tesutarossa)
Привабливий, благородний і зрілий Первісний Демон, також відомий як «Білий» або «Первісно Білий».
Дамрада (яп. ダムラダ, Damurada)
Дамрада Золотий — один із трьох керівних посадових осіб Цербера, наймогутнішої підпільної організації на сході. Він також є віце-командиром Імперських Охоронців Рудри під номером 002 у послідовності. Він має образу на Рімуру за вбивство Клеймана. Останнім часом він працював на Юкі та сім'ю Роццо.
Ґранвіль Роццо (яп. グランベル・ロッゾ, Guranberu Rozzo)
Сейю: Оно Дайсуке
Ґранвіль — глава сім'ї Роццо, впливової сім'ї в Королівстві Сельтроццо, і таємно Люмінар Сонця «Ґран», а також співлідер П'яти Старійшин, які таємно намагаються контролювати Раду Заходу. Він також є колишнім Обраним Героєм. Він планував знищити Рімуру та Хінату за допомогою Семи Люмінарів. Його план провалився, і він ледве уникнув смерті від рук Ніколауса. Він і Марібель роблять ще одну спробу знищити Темпест, використовуючи герцога Мюзе, але цей план також закінчився невдачею.
Маріабель Роццо (яп. グランベル・ロッゾ, Mariaberu Rozzo)
Марібель — онука Ґранвіля та жадібна істота з іншого світу, а також реінкарнація його дружини та співлідер П'яти Старійшин. Вона та її дідусь планували знищити Хінату та Рімуру, використовуючи Сім Люмінарів, але план був невдалим. Вона та Ґранвіль роблять ще одну спробу знищити Темпест, використовуючи герцога Мюзе, але цей план також закінчився невдачею.
Каеде (яп. 楓)
Каеде — хвороблива лідерка племені Тенгу та колишня кохана Хакуро, а також мати їхньої дитини Моміджі.
Ґайе (яп. ガイ, Gai)
Зарозумілий воїн, який бере участь у фестивалі Темпеста в надії кинути виклик Рімуру та Масаюкі, але в підсумку програв як турнір, так і випробування в Підземеллі.